# 舟渡 (板橋区)
舟渡（ふなど）は、東京都板橋区の町名。現行行政地名は舟渡一丁目から四丁目。全域で住居表示が実施されている。

## 地理
板橋区北部（最北端を含む）に位置する。北端で荒川 、南端で新河岸川に接する。北で荒川を隔てて埼玉県戸田市戸田公園および川岸、東で北区浮間、南で新河岸川を隔てて坂下、東坂下、蓮根および高島平、西で新河岸と隣接する。北辺をもって東京都 - 埼玉県境、東辺をもって板橋区 - 北区境を形成する。町域の中央部を国道17号（中山道）、東日本旅客鉄道（JR東日本）東北新幹線および埼京線（東北本線別線）が南北に通じている。町域は工場が多く、近年は物流業・運送業の拠点施設も作られている。

### 地形
荒川低地の沖積層から成り、全域がほぼ平坦である。かつての荒川は川幅が狭く、各所で蛇行がみられ、現在の浮間ヶ池を通り、岩淵水門付近で現在の隅田川に合流していた。大雨による氾濫がしばしば起こり、特に1910年8月11日の荒川大洪水では、荒川中下流域は甚大な損害を受けた。これを受けて荒川の大規模改修工事が行われ、流路がほぼ直線に変更された。荒川旧流路の一部は浮間ヶ池（舟渡二丁目）や舟渡四丁目に池として残されていて、「おいてき堀」と呼ばれている。

### 河川
- 荒川
- 新河岸川

### 池沼
- 浮間ヶ池：荒川の旧河道に相当し、浮間公園の一部となっている。

### 地価
住宅地の地価は、2025年（令和7年）1月1日の公示地価によれば、舟渡2-11-3の地点で40万8000円/m2となっている。

## 歴史
1871年の廃藩置県実施前は武蔵国豊島郡蓮沼村（後に分村により上蓮沼村）および根葉村。一帯は荒川が複雑に屈曲する、葦や萱の生い茂る低湿地の原野だった。

### 沿革
1944年の（旧）舟渡一丁目・二丁目発足以前の地名変遷については蓮根を参照。
- 16世紀末ごろ（安土桃山時代）：中山道で戸田の渡しの運行が始まったと伝えられる。
- 1602年（慶長7年）：徳川家康の命により、中山道が整備される。この時期に、戸田の渡しの渡船場が整備されたと考えられる。
- 1717年（享保2年）：徳川吉宗将軍による鷹狩再開の命により、当地を含む志村の原・徳丸ヶ原地域が「戸田筋」に指定される。
- 1718年（享保3年）：徳川吉宗が戸田筋で鷹狩を行う。

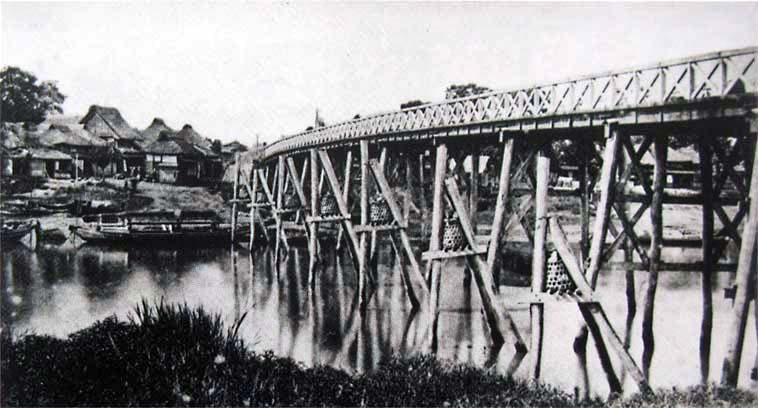
初代戸田橋（1875年）

- 1772年（安永元年）：荒川舟運の拠点として戸田河岸場が設置される。
- 1871年（明治4年）11月 - 4丁目を除く大半が浦和県（現埼玉県）から東京府に編入。
- 1875年（明治8年）5月：中山道に初代の戸田橋が架けられる。木製の橋で、通行料を徴収していた。橋の完成に伴い、戸田の渡しは廃止された。
- 1910年（明治43年）8月：荒川大洪水で荒川中下流域に大規模な氾濫が発生する。
- 1912年（大正元年）：戸田橋改築（木製）、通行料無料化。
- 1921年（大正10年）：荒川流域改修工事の一環として、従来、現在の埼玉県和光市新倉で荒川に合流していた新河岸川を、現在の東京都北区志茂の岩淵水門での合流につけかえるため、現在の舟渡地域を通過する流路開削工事が始まる。
- 1923年（大正12年）：王子（王志とも）乗合自動車商会（後に中山道乗合自動車を経て、戦後は国際興業バスに統合）が、王子駅 - 志村戸田橋間の路線バス事業を開始。現在の町域に志村戸田橋停留所が設置される。
  - 中山道乗合自動車時代に戸田橋を渡り、埼玉県北足立郡戸田村まで延長された。国際興業バスに統合されてからは1960年代に旧105系統（都営バスと共同運行）：浦和駅前 - 蕨操車場 - 志村橋 - 巣鴨駅 - 東大赤門前 - 東京駅丸の内北口 - 築地五丁目、1970年代 - 1980年代に蕨56系統：蕨駅西口 - 戸田橋 - 高島平操車場などの路線が運行されていた。
- 1924年（大正13年）：大水により戸田橋が破損する。
- 1925年（大正14年）：1923年9月1日に発生した関東大震災後の帝都復興計画に伴い、東京都市計画区域内における市街地建築物法による住居・商業・工業地域の指定変更が行われる。北豊島郡志村全域が工業地域内甲種特別地区に指定され、化学薬品工場・危険物取扱工場の設立が可能になる。[9][10]
- 1930年（昭和5年）：荒川改修工事が完成する。
- 1932年（昭和7年）12月：戸田橋改築、鉄製の橋となる。
- 1933年（昭和8年）：中山道拡幅・新道（国道17号）建設工事が行われる。新河岸川開削工事が完成する。
- 1944年（昭和19年）：志村蓮根町の新河岸川以北地域が（旧）舟渡一・二丁目に再編される。
- 1950年（昭和25年）4月：埼玉県北足立郡戸田町（現・戸田市）の一部約0.2km2が板橋区に編入され、（旧）舟渡三丁目となる（現在の舟渡四丁目の一部、戸田葬祭場付近）。
- 1951年（昭和26年）8月：戸田町との境界確定を記念し、戸田橋花火大会（現・いたばし花火大会）が開催される。1965年 - 1972年の中断、2011年の東日本大震災による中止、2020年から2022年の新型コロナウイルス感染症対策による中止を経て継続開催。
- 1953年（昭和28年）9月：（旧）舟渡三丁目に板橋区立志村第六小学校の分校（現・板橋区立舟渡小学校）が開校する。
- 1956年（昭和31年）4月：舟渡保育園開園。
- 1960年（昭和35年）4月：板橋高等職業訓練校（現・東京都立中央・城北職業能力開発センター板橋校）開校。
- 1961年（昭和36年）：舟渡運動場開設。
- 1964年（昭和39年）10月7日：第18回オリンピック東京大会の聖火が戸田橋を渡り東京都入りする。
- 1966年（昭和41年）5月：住居表示実施により、（旧）舟渡一〜三丁目および志村西台町の一部地域が（新）舟渡一〜四丁目に再編される。
- 1967年（昭和42年）7月：都立浮間公園開園。
- 1969年（昭和44年）9月：都営バスが戸田橋を渡り東京都と埼玉県にまたがる路線（蕨操車場 - 東京駅丸の内北口）を廃止、国際興業バス単独運行となる。
- 1978年（昭和53年）：戸田橋改築。
- 1985年（昭和60年）3月14日：国鉄東北新幹線上野 - 大宮間開通、町域を経由する。
- 1985年（昭和60年）9月30日：「通勤新線」として国鉄が東北新幹線と同時に建設していた埼京線（東北本線別線）赤羽 - 大宮間開通、浮間舟渡駅開業。
- 1990年（平成2年）：国際興業バスが、戸田橋を渡り東京都と埼玉県にまたがる路線を全廃する。
- 1998年（平成10年）5月： 荒川河川敷において、第1回東京荒川市民マラソンが開催される。
- 2002年（平成14年）7月：浮間舟渡駅前再開発ビル「アイ・タワー」（地上30階建）完成、医療法人社団明芳会板橋中央総合病院附属アイ・タワークリニック、板橋区立にりんそう保育園、板橋区立企業活性化センター開設。

### 地名の由来
豊島郡蓮沼村の小名による。この小名の名称は戸田橋が架かる以前、戸田の渡しの渡船場が設置されていたことに由来する。渡船場の位置に関しては、現在の戸田橋の位置とは異なっていたとする説もある。

## 世帯数と人口
2025年（令和7年）3月1日現在（板橋区発表）の世帯数と人口は以下の通りである。
| 丁目       | 世帯数    | 人口    |
| ---------- | --------- | ------- |
| 舟渡一丁目 | 1,940世帯 | 3,402人 |
| 舟渡二丁目 | 2,334世帯 | 4,383人 |
| 舟渡三丁目 | 1,068世帯 | 1,777人 |
| 舟渡四丁目 | 122世帯   | 231人   |
| 計         | 5,464世帯 | 9,793人 |

### 人口の変遷
国勢調査による人口の推移。
| 年                 | 人口  |
| ------------------ | ----- |
| 1995年（平成7年）  | 6,914 |
| 2000年（平成12年） | 6,876 |
| 2005年（平成17年） | 7,553 |
| 2010年（平成22年） | 8,420 |
| 2015年（平成27年） | 9,128 |
| 2020年（令和2年）  | 9,581 |

### 世帯数の変遷
国勢調査による世帯数の推移。
| 年                 | 世帯数 |
| ------------------ | ------ |
| 1995年（平成7年）  | 2,880  |
| 2000年（平成12年） | 3,047  |
| 2005年（平成17年） | 3,356  |
| 2010年（平成22年） | 4,069  |
| 2015年（平成27年） | 4,306  |
| 2020年（令和2年）  | 4,494  |

## 学区
区立小・中学校に通う場合、学区は以下の通りとなる（2021年8月時点）。
| 丁目       | 番地             | 小学校             | 中学校                 |
| ---------- | ---------------- | ------------------ | ---------------------- |
| 舟渡一丁目 | 全域             | 板橋区立舟渡小学校 | 板橋区立志村第五中学校 |
| 舟渡二丁目 | 全域             | 板橋区立舟渡小学校 | 板橋区立志村第五中学校 |
| 舟渡三丁目 | 全域             | 板橋区立舟渡小学校 | 板橋区立志村第五中学校 |
| 舟渡四丁目 | 1〜2番 12～14番  | 板橋区立舟渡小学校 | 板橋区立志村第五中学校 |
| 舟渡四丁目 | 3～11番 15〜16番 | 板橋区立舟渡小学校 | 板橋区立高島第一中学校 |

## 事業所
2021年（令和3年）現在の経済センサス調査による事業所数と従業員数は以下の通りである。
| 丁目       | 事業所数  | 従業員数 |
| ---------- | --------- | -------- |
| 舟渡一丁目 | 129事業所 | 2,612人  |
| 舟渡二丁目 | 100事業所 | 1,738人  |
| 舟渡三丁目 | 140事業所 | 2,529人  |
| 舟渡四丁目 | 49事業所  | 1,675人  |
| 計         | 418事業所 | 8,554人  |

### 事業者数の変遷
経済センサスによる事業所数の推移。
| 年                 | 事業者数 |
| ------------------ | -------- |
| 2016年（平成28年） | 419      |
| 2021年（令和3年）  | 418      |

### 従業員数の変遷
経済センサスによる従業員数の推移。
| 年                 | 従業員数 |
| ------------------ | -------- |
| 2016年（平成28年） | 9,364    |
| 2021年（令和3年）  | 8,554    |

## 交通

### 鉄道
- 東日本旅客鉄道（JR東日本）埼京線：浮間舟渡駅
  - 浮間舟渡駅の所在地は駅事務室のある北区浮間四丁目とされているが、構内の西半分は舟渡一丁目に設置されている。

### バス
- 国際興業バス　※出入庫に伴う区間運行系統は省略。
  - 舟渡水辺公園・舟渡四丁目：池21 池袋駅西口行き・高島平駅行き、東練01 高島平駅経由東武練馬駅行き・浮間舟渡駅行き
  - 舟渡小学校・舟渡町：池21 池袋駅西口行き・高島平駅行き、東練05 西台駅経由東武練馬駅行き・浮間舟渡駅行き、東練01 高島平駅経由東武練馬駅行き・浮間舟渡駅行き
  - 舟渡一丁目：東練05 西台駅経由東武練馬駅行き・浮間舟渡駅行き、東練01 高島平駅経由東武練馬駅行き・浮間舟渡駅行き
  - 浮間舟渡駅：東練01 高島平駅経由東武練馬駅行き、東練05 西台駅経由東武練馬駅行き、赤06 北赤羽駅入口・放水路経由赤羽駅東口行き（2016年9月30日付で廃止）
- （参考）日本中央バス
  - 板橋車庫：高速バスミリオンライナー 仙台駅東口行き。2006年7月に同社東京営業所（舟渡三丁目）に停留所を開設したが、2011年11月30日限りで休止された。

### 道路
- 国道17号（中山道）
- 東京都道447号赤羽西台線

### 橋梁
- 戸田橋（舟渡三丁目）：荒川に架橋。
- 長後さくら橋（舟渡一丁目）・平成橋（舟渡一丁目）・志村橋（舟渡一・三丁目）・蓮根橋（舟渡三・四丁目）・舟渡大橋（舟渡四丁目）・西台橋（舟渡四丁目）：新河岸川に架橋。
  - かつては現在の舟渡一丁目に埋橋が架けられていたが、志村橋完成のため昭和初期に廃止された。

## 施設

### 行政
- 舟渡地域センター
- 舟渡地域センター舟渡ホール

### 教育機関
- 板橋区立舟渡小学校
- 板橋区立志村橋保育園
- 板橋区立志村橋児童館
- 板橋区立志村橋学童クラブ
- 舟渡保育園
- 板橋区立にりんそう保育園
- 東京都立中央・城北職業能力開発センター板橋校（旧・東京都立板橋技術専門校）

舟渡には中学校がないため、板橋区立志村第五中学校及び板橋区立高島第一中学校の通学区域に指定されている。

### 医療・福祉
- 医療法人社団田島厚生会 舟渡病院
- 医療法人社団明芳会 板橋中央総合病院附属 アイ・タワークリニック
- 舟渡いこいの家
- 特別養護老人ホーム ケアポート板橋

### その他の公共施設
- 板橋区立企業活性化センター
- 戸田葬祭場
- 板橋舟渡郵便局
- 舟渡水辺公園
- 荒川戸田橋陸上競技場
- 荒川戸田橋野球場
- 荒川戸田橋サッカー場
- 浮間公園

### 商業施設
- ドラッグストア一本堂 浮間舟渡店
- マルエツ 浮間舟渡店

### 企業
- アトミクス
- 新日鐵住金東京製造所
- 第一硝子
- 日本中央バス
- 東都観光バス
- いすゞ自動車首都圏板橋支店
- ヤマト運輸 浮間宅急便センター・板橋舟渡宅急便センター・志村坂下宅急便センター・板橋坂下三丁目宅急便センター
- 日本通運西神田支店舟渡流通センター
- 富士フイルムグラフィックシステムズ
- パナソニック電工テクノサービス東部支社
- 日本金属板橋工場
- 東京日立
- 世界日報社

## その他

### 日本郵便
- 郵便番号 : 174-0041[3]（集配局 : 板橋北郵便局[21]）。